# Мариупольская городская община
Мариу́польская городская территориальная община (укр. Маріу́польська міська територіальна громада) — территориальная община в Мариупольском районе Донецкой области Украины. Административный центр — город Мариуполь.
Код общины согласно украинскому «Кодификатору административно территориальных единиц и территорий территориальных общин» (КАТЕТТО) — UA14140050000020560.

## Территория и население
Площадь общины — 376,6 км2 (является приближённой к существующей и должна быть рассчитана после определения всех границ территориальных общин, установленном в порядке, определённом законодательством).
Население общины:
- 496’001 человек (рассчитано по данным Госстата Украины на 01.01.2020)
- 544’800 человек (рассчитано с учётом вынужденно перемещённых лиц по данным Минфина Украины по состоянию на 01.01.2021).

Плотность населения — 1’446,6 чел./км2.

## Населённые пункты
В состав общины входят:
- 1 город:
  - Мариуполь, включающий 4 городских района:
    - Кальмиусский,
    - Левобережный,
    - Приморский,
    - Центральный;
- 1 посёлок городского типа:
  - Старый Крым;
- 8 сёл:
  - Агробаза,
  - Бердянское,
  - Покровское,
  - Приазовское,
  - Пригородное,
  - Червоное,
  - Шевченко,
  - Широкая Балка;
- 1 посёлок:
  - Рыбацкое.

## История
Территориальная община была образована в рамках административно-территориальной реформы 2015—2020 годов и реформы децентрализации на Украине.
Нормативными актами для создания общины стали распоряжение Кабинета министров Украины № 710-р от 12 июня 2020 года «Об определении административных центров и утверждении территорий территориальных общин Донецкой области» и постановление Верховной рады Украины № 807-IX от 17 июля 2020 года «Об образовании ликвидации районов», вступившие в силу 17 июля 2020 года.
В состав общины вошли бо́льшая часть территории, подчинённой Мариупольскому горсовету, а также восточная часть бывшего Мангушского района:
- Из территории Мариупольского городского совета:
  - город Мариуполь (до 1989 — Жданов):
    - Кальмиусский (до 2016 — Ильичёвский) район:
      - бывший Старо-Крымский[укр.] поселковый совет:
        - посёлок городского типа Старый Крым;

    - Левобережный (до 2016 — Орджоникидзевский) район:
      - бывший Виноградненский сельский совет:
        - бывшее село Виноградное,
        - бывшее село Пионерское,
        - бывшее село Приморское;

    - Приморский район;
    - Центральный (до 2016 — Жовтневый) район.
- Из территории бывшего Мангушского района:
  - бывший Бердянский[укр.] сельский совет:
    - село (до 2011 — посёлок) Агробаза,
    - село Бердянское,
    - село (до 2011 — посёлок) Приазовское,
    - село Пригородное (до 2016 — Радянская Украина),
    - село Шевченко

  - бывший Покровский (до 2016 — Ильичовский) сельский совет:
    - село Покровское (до 2016 — Ильичовское),
    - село Червоное,
    - село Широкая Балка,
    - посёлок Рыбацкое.

Из дореформенной территории Мариупольского городского совета в состав общины не вошли 2 бывших поселковых совета Кальмиусского района (2 посёлка городского типа, 1 село и 1 посёлок), которые были включены в Сартанскую поселковую общину:
- бывший Сартанский[укр.] (до 1992 — Приморский) поселковый совет:
  - посёлок городского типа Сартана (до 1992 — Приморское);
- бывший Талаковский[укр.] поселковый совет:
  - посёлок городского типа Талаковка,
  - село Гнутово,
  - посёлок Ломакино.

Все ранее существовавшие поселковые и сельские советы в результате реформы административно-территориального деления были ликвидированы:
- посёлок Старый Крым бывшего Старо-Крымского поссовета Кальмиусского района города Мариуполя остался в подчинении Кальмиуссой городской райадминистрации;
- сёла бывшего Виноградненского сельсовета Левобережного района города Мариуполя были упразднены и вошли непосредственно в состав района;
- сёла бывшего Бердянского сельсовета Мангушского района вошли в подчинение Центральной городской райадминистрации;
- сёла и посёлок бывшего Покровского сельсовета Мангушского района вошли в подчинение Приморской городской райадминистрации.

## Руководители
Главой общины является городской голова Мариуполя:
- Вадим Сергеевич Бойченко (с 25.10.2020).

Главы населённых пунктов и городских районов Мариупольской городской общины (в 2020—2022 годах):
| Наименование административной единицы                                       | Коды КАТЕТТО (с 2020) и КОАТУУ (до 2020) | Название должности                                                     | Ф. И. О. лица, занимающего должность                                              |
| --------------------------------------------------------------------------- | ---------------------------------------- | ---------------------------------------------------------------------- | --------------------------------------------------------------------------------- |
| город Мариуполь укр. місто Маріуполь                                        | UA14140050010029262 1412300000           | Городской голова укр. Міський голова                                   | Вадим Сергеевич Бойченко укр. Вадим Сергійович Бойченко                           |
| 1. Кальмиусский район укр. Кальміуський район                               | UA14140050010166965 1412336600           | Председатель районной администрации укр. Голова районної адміністрації | Игорь Анатольевич Алексеев укр. Ігор Анатолійович Алєксєєв                        |
| • посёлок городского типа Старый Крым укр. селище міського типу Старий Крим | UA14140050020046281 1412345600           | Поселковый голова укр. Селищний голова                                 | Михаил Иванович Балабанов укр. Михайло Іванович Балабанов (до 23.02.2024)         |
| 2. Левобережный район укр. Лівобережний район                               | UA14140050010258579 1412336900           | Председатель районной администрации укр. Голова районної адміністрації | Владимир Владимирович Степанов укр. Володимир Володимирович Степанов              |
| 3. Приморский район укр. Приморський район                                  | UA14140050010350963 1412337200           | Председатель районной администрации укр. Голова районної адміністрації | Александр Всеволодович Любый укр. Олександр Всеволодович Любий                    |
| • село Покровское укр. село Покровське                                      | UA14140050050016949 1423982201           | Сельский голова укр. Сільський голова                                  | Леонид Тимофеевич Супрун укр. Леонід Тимофійович Супрун (до 23.02.2024)           |
| • село Червоное укр. село Червоне                                           | UA14140050080028899 1423982203           | Сельский голова укр. Сільський голова                                  | Леонид Тимофеевич Супрун укр. Леонід Тимофійович Супрун (до 23.02.2024)           |
| • село Широкая Балка укр. село Широка Балка                                 | UA14140050100021217 1423982204           | Сельский голова укр. Сільський голова                                  | Леонид Тимофеевич Супрун укр. Леонід Тимофійович Супрун (до 23.02.2024)           |
| • посёлок Рыбацкое укр. селище Рибацьке                                     | UA14140050110075502 1423982202           | Сельский голова укр. Сільський голова                                  | Леонид Тимофеевич Супрун укр. Леонід Тимофійович Супрун (до 23.02.2024)           |
| 4. Центральный район укр. Центральний район                                 | UA14140050010437700 1412336300           | Председатель районной администрации укр. Голова районної адміністрації | Анатолий Григорьевич Карунник укр. Анатолій Григорович Карунік                    |
| • село Агробаза укр. село Агробаза                                          | UA14140050030095106 1423981102           | Сельский голова укр. Сільський голова                                  | Наталья Александровна Букреева укр. Наталя Олександрівна Букреєва (до 23.02.2024) |
| • село Бердянское укр. село Бердянське                                      | UA14140050040051109 1423981101           | Сельский голова укр. Сільський голова                                  | Наталья Александровна Букреева укр. Наталя Олександрівна Букреєва (до 23.02.2024) |
| • село Приазовское укр. село Приазовське                                    | UA14140050060023435 1423981103           | Сельский голова укр. Сільський голова                                  | Наталья Александровна Букреева укр. Наталя Олександрівна Букреєва (до 23.02.2024) |
| • село Пригородное укр. село Приміське                                      | UA14140050070010157 1423981104           | Сельский голова укр. Сільський голова                                  | Наталья Александровна Букреева укр. Наталя Олександрівна Букреєва (до 23.02.2024) |
| • село Шевченко укр. село Шевченко                                          | UA14140050090051167 1423981105           | Сельский голова укр. Сільський голова                                  | Наталья Александровна Букреева укр. Наталя Олександрівна Букреєва (до 23.02.2024) |
| Мариупольская городская община укр. Маріупольська міська громада            | UA14140050000020560 1412300000           | Глава общины укр. Голова громади                                       | Вадим Сергеевич Бойченко укр. Вадим Сергійович Бойченко                           |

## Местное самоуправление
В соответствии с Законом Украины «О службе в органах местного самоуправления», староста является должностным лицом Мариупольского городского совета V категории.
Формирование старостинских округов на территории Мариупольской городской общины началось лишь в конце 2021 года. До этого функции старост в пригородных населённых пунктах выполняли поселковый (в Старом Крыму) и сельские (в Бердянском и Покровском) головы — бывшие председатели поселкового и сельских советов.
27 октября 2021 года решением сессии городского совета было образовано 9 старостинских округов во всех четырёх районах города:
- Бердянский старостинский округ (на территории бывшего Бердянского сельского совета, подчинённого Центральному городскому району);
- Виноградненский старостинский округ (на территории бывшего Виноградненского сельсовета, включённого в Левобережный городской район);
- Волонтёровский старостинский округ (в Кальмиусском городском районе);
- Зинцевый старостинский округ (в Приморском городском районе);
- Каменский старостинский округ (в Кальмиусском городском районе);
- Мирненский старостинский округ (в Кальмиусском городском районе);
- Покровский старостинский округ (на территории бывшего Покровского сельского совета, подчинённого Приморскому городскому району);
- Старо-Крымский старостинский округ (на территории бывшего Старо-Крымского поселкового совета, подчинённого Кальмиусскому городскому району);
- Южный старостинский округ (в Приморском городском районе).

Следует отметить, что только 3 старостинских округа были образованы на территории прилегающих к городу сельских населённых пунктов; остальные же расположены на территории самого города Мариуполя, являющегося административным центром территориальной общины, что противоречит законодательному определению старостинского округа. В нескольких случаях — в Волонтёровском, Мирненском и Южном старостинских округах — в их состав, кроме участков частного сектора (посёлков), были включены и микрорайоны многоэтажной застройки: ЖМР Курчатова, квартал № 232, микрорайоны Азовье и Черёмушки. Кроме того, в самом Мариуполе старостинские округа фактически дублировали функции уже существовавших комитетов самоорганизации населения.
Распоряжением городского головы Мариуполя № 557р от 24 декабря 2021 года, объявлены кандидатуры на должности старост и начато их публичное обсуждение в срок с 4 января по 4 февраля 2022 года. 23 февраля того же года все представленные ранее кандидатуры были официально утверждены сессией Мариупольского городского совета.
Старостинские округа, их состав и главы:
| Наименование                                                                   | Состав | Староста                                                             |
| ------------------------------------------------------------------------------ | --- | -------------------------------------------------------------------- |
| Кальмиусский район (укр. Кальміуський район)                                   | |                                                                      |
| Волонтёровский старостинский округ укр. Волонтерівський старостинський округ   | • посёлок Волонтёровка (укр. селище Волонтерівка)1 • микрорайон Курчатова (укр. мікрорайон Курчатова)1 • посёлок Украина (укр. селище Україна)1 | Виталий Сергеевич Белоконь укр. Віталій Сергійович Білоконь          |
| Каменский старостинский округ укр. Каменський старостинський округ             | • посёлок Зирка-1 (укр. селище Зірка-1)1 • посёлок Каменск (укр. селище Каменськ)1 | Татьяна Николаевна Кныш укр. Тетяна Миколаївна Книш                  |
| Мирненский старостинский округ укр. Мирненський старостинський округ           | • квартал № 232 (укр. квартал № 232)1 • посёлок Азов-Кольцо (укр. селище Азов-Кільце)1 • посёлок Горький (укр. селище Горький)1 • посёлок Гуглино (укр. селище Гугліно)1 • посёлок Мирный (укр. селище Мирний)1 • посёлок Ново-Броневой (укр. селище Ново-Броньовий)1 • посёлок Ново-Гуглино (укр. селище Ново-Гугліно)1 | Елена Сергеевна Булай укр. Олена Сергіївна Булай                     |
| Старо-Крымский старостинский округ укр. Старо-Кримський старостинський округ   | • посёлок Зирка-2 (укр. селище Зірка-2)1 • посёлок городского типа Старый Крым (укр. селище міського типу Старий Крим) | Элла Фёдоровна Цымбой укр. Елла Федорівна Цимбой                     |
| Левобережный район (укр. Лівобережний район)                                   | |                                                                      |
| Виноградненский старостинский округ укр. Виноградненський старостинський округ | • бывшее село Виноградное (укр. колишнє село Виноградне)1 • бывшее село Пионерское (укр. колишнє село Піонерське)1 • бывшее село Приморское (укр. колишнє село Приморське)1 | Тамара Анатольевна Круликовская укр. Тамара Анатоліївна Круликовська |
| Приморский район (укр. Приморський район)                                      | |                                                                      |
| Зинцевый старостинский округ укр. Зінцевий старостинський округ                | • посёлок Бригантина (укр. селище Бригантина)1 • посёлок Зинцевое (укр. селище Зінцеве)1 • посёлок Кировка (укр. селище Кіровка)1 | Максим Викторович Малюгин укр. Максим Вікторович Малюгін             |
| Покровский старостинский округ укр. Покровський старостинський округ           | • село Покровское (укр. село Покровське) • посёлок Рыбацкое (укр. селище Рибацьке) • село Червоное (укр. село Червоне) • село Широкая Балка (укр. село Широка Балка) | Артём Николаевич Мамонтов укр. Артем Миколайович Мамонтов            |
| Южный старостинский округ укр. Південний старостинський округ                  | • микрорайон Азовье (укр. мікрорайон Азов’я)1 • посёлок Моряков (укр. селище Моряків)1 • посёлок Песчаное (укр. селище Піщане)1 • микрорайон Черёмушки (укр. мікрорайон Черьомушки)1 • посёлок Южное (укр. селище Південне)1                                                                                             | Анатолий Константинович Шишман укр. Анатолій Костянтинович Шишман    |
| Центральный район (укр. Центральний район)                                     | |                                                                      |
| Бердянский старостинский округ укр. Бердянський старостинський округ           | • село Агробаза (укр. село Агробаза) • село Бердянское (укр. село Бердянське) • село Приазовское (укр. село Приазовське) • село Пригородное (укр. село Приміське) • село Шевченко (укр. село Шевченко) | Олег Васильевич Зеленский укр. Олег Васильович Зеленський            |

Примечание:

1 Входит в городскую черту Мариуполя, не является самостоятельным населённым пунктом.